# Lita Landi
Lita Landi, cuyo nombre verdadero era Amelia Namias (Buenos Aires, Argentina; 1922 - Ib.; 22 de abril de 1990) fue una cantante de boleros y actriz cómica argentina de cine y televisión de la época dorada.

## Carrera
Lita Landi fue una gran intérprete porteña y una cantante de gran porte y voz melodiosa que comenzó su carrera como bolerista en los años 1940 para luego alternarlo con otros estilos melódicos. Uno de los temas con la que se hizo popular fue Juguete de una noche en el álbum titulado Por fin Lita! con el sello Almau, en los años setenta. También cantó el tema Quizás Quizás de Osvaldo Farrés. La "Reina de los boleros", como se la solía apodar, cantó exclusivamente en Radio El Mundo y en varios espectáculos y en bailes de carnaval junto con el pianista Horacio Salgán. También fue tapa de varias revistas como Cantando y Radiofilm.
Grabó en Uruguay en varios temas junto a la orquesta de Washington Oreiro con el sello discográfico Sondor como Somos, Yo no se que me pasa, Bésame y Poema triste.
Fue una de las pioneras en cantar boleros en Argentina, ya que por aquel entonces era algo exclusivo de los varones, junto con otras cantoras como Nelly Duggan, Ana María Olmedo, Helena de Torres y Mabel Nash.
También fue una excelente actriz destacando sus papeles fílmicos en:
- 1951: El Hincha
- 1965: Canuto Cañete, Detective Privado como la señora del colectivo.[6]
- 1966: La Buena Vida
- 1978: El Tío Disparate
- 1979: Las Locuras del Profesor
- 1980: La noche viene movida
- 1983: Un loco en acción

En televisión se destacó en ciclos como:
- 1961: Viendo a Biondi (episodio: "El Casamiento")[7]
- 1969: Las Travesuras de Don Pelele
- 1973: El Circo Mágico de Carlitos balá, emitido por Canal 13 y Canal 2.[8]
- 1981: El Show de Carlitos Balá,[9] donde, como madre e hijo, popularizaron el sketch de la renombrada frase: Mamá, ¿cuándo "los" vamos?
- 1988: Las Travesuras de Tristán

Compartió escena con grandes de aquel entonces como Enrique Santos Discépolo, Luis Sandrini, Mirta Legrand, Pepe Biondi, Tristán, Carlos Balá (quien fue su gran amigo y actuó en la mayoría de sus películas), Délfor Medina, Roberto Carnaghi, Pepe Díaz Lastra, Mario Fortuna, entre muchos otros.
Trabajó como actriz radial en varias famosas emisoras, entre ellas, Radio Belgrano donde se solía promocionar con otras figuras como Pepe Iglesias "El Zorro", Charlo, Maruja Pacheco Huergo, Fernando Ochoa, Pablo Palitos, Tato Bores y Francisco Lomuto y su orquesta típica.

## Vida privada
Estuvo casada por muchos años con el reconocido director de orquesta Ángel Riela.  